# Albumy numer jeden w roku 2016 (Polska)
Artykuł prezentuje najlepiej sprzedające się wydawnictwa muzyczne w poszczególnych tygodniach w Polsce w roku 2016 publikowane w ramach zestawienia OLiS.
Notowania tworzone są przez TNS Polska na podstawie danych dotyczących sprzedaży detalicznej albumów muzycznych wydanych jedynie na nośnikach fizycznych. Przy tworzeniu list, sprzedaż wydawnictw muzycznych w formach cyfrowych (download, streaming) jest pomijana.

## Zestawienia tygodniowe
| Data            | Okres sprzedaży                        | Album                                            | Wykonawca              | Źródło |
| --------------- | -------------------------------------- | ------------------------------------------------ | ---------------------- | ------ |
| 7 stycznia      | 25 grudnia 2015 – 31 grudnia 2015      | 25                                               | Adele                  | [ 2 ]  |
| 14 stycznia     | 1 stycznia – 7 stycznia 2016           | Twenty Five                                      | George Michael         | [ 3 ]  |
| 21 stycznia     | 8 stycznia – 14 stycznia 2016          | Blackstar                                        | David Bowie            | [ 4 ]  |
| 28 stycznia     | 15 stycznia – 21 stycznia 2016         | Beyoncé                                          | Beyoncé                | [ 5 ]  |
| 4 lutego        | 22 stycznia – 28 stycznia 2016         | Jump Back: The Best of The Rolling Stones        | The Rolling Stones     | [ 6 ]  |
| 11 lutego       | 29 stycznia – 4 lutego 2016            | Król Albanii                                     | Popek i Matheo         | [ 7 ]  |
| 18 lutego       | 5 lutego – 11 lutego 2016              | Mówi                                             | Małpa                  | [ 8 ]  |
| 25 lutego       | 12 lutego – 18 lutego 2016             | Ułamek tarcia                                    | Kaliber 44             | [ 9 ]  |
| 3 marca         | 19 lutego – 25 lutego 2016             | Atramentowa... Suplement                         | Stanisława Celińska    | [ 10 ] |
| 10 marca        | 26 lutego – 3 marca 2016               | Życie po śmierci                                 | O.S.T.R.               | [ 11 ] |
| 17 marca        | 4 marca – 10 marca 2016                | Dla naiwnych marzycieli                          | Ania Dąbrowska         | [ 12 ] |
| 24 marca        | 11 marca – 17 marca 2016               | Życie po śmierci                                 | O.S.T.R.               | [ 13 ] |
| 31 marca        | 18 marca – 24 marca 2016               | Złota kolekcja: Czas jak rzeka                   | Czesław Niemen         | [ 14 ] |
| 7 kwietnia      | 25 marca – 31 marca 2016               | Życie po śmierci                                 | O.S.T.R.               | [ 15 ] |
| 14 kwietnia     | 1 kwietnia – 7 kwietnia 2016           | Hity na czasie: Wiosna 2016                      | Różni wykonawcy        | [ 16 ] |
| 21 kwietnia     | 8 kwietnia – 14 kwietnia 2016          | 1985                                             | Rasmentalism           | [ 17 ] |
| 28 kwietnia     | 15 kwietnia – 21 kwietnia 2016         | How Big, How Blue, How Beautiful                 | Florence + the Machine | [ 18 ] |
| 5 maja          | 22 kwietnia – 28 kwietnia 2016         | Krime Story                                      | Kali                   | [ 19 ] |
| 12 maja         | 29 kwietnia – 5 maja 2016              | Jazz & The City (Platinum Edition)               | Różni wykonawcy        | [ 20 ] |
| 19 maja         | 6 maja – 12 maja 2016                  | Jazz & The City (Platinum Edition)               | Różni wykonawcy        | [ 21 ] |
| 26 maja         | 13 maja – 19 maja 2016                 | Clashes                                          | Brodka                 | [ 22 ] |
| 2 czerwca       | 20 maja – 26 maja 2016                 | Duety. Tak młodo jak teraz                       | Magda Umer             | [ 23 ] |
| 9 czerwca       | 27 maja – 2 czerwca 2016               | Kocham życie                                     | Dudek P56              | [ 24 ] |
| 16 czerwca      | 3 czerwca – 9 czerwca 2016             | Złota kolekcja: Czas jak rzeka                   | Czesław Niemen         | [ 25 ] |
| 23 czerwca      | 10 czerwca – 16 czerwca 2016           | Bravo Hits: Lato 2016                            | Różni wykonawcy        | [ 26 ] |
| 30 czerwca      | 17 czerwca – 23 czerwca 2016           | Złota kolekcja: Złoty paw                        | Dżem                   | [ 27 ] |
| 7 lipca         | 24 czerwca – 30 czerwca 2016           | Złota kolekcja: Złoty paw                        | Dżem                   | [ 28 ] |
| 14 lipca        | 1 lipca – 7 lipca 2016                 | Byle być sobą                                    | Michał Szpak           | [ 29 ] |
| 21 lipca        | 8 lipca – 14 lipca 2016                | Byle być sobą                                    | Michał Szpak           | [ 30 ] |
| 28 lipca        | 15 lipca – 21 lipca 2016               | The Ultimate Collection                          | Sade                   | [ 31 ] |
| 4 sierpnia      | 22 lipca – 28 lipca 2016               | The Ultimate Collection                          | Sade                   | [ 32 ] |
| 11 sierpnia     | 29 lipca – 4 sierpnia 2016             | Marek Sierocki przedstawia: I Love France Vol. 1 | Różni wykonawcy        | [ 33 ] |
| 18 sierpnia     | 5 sierpnia – 11 sierpnia 2016          | Marek Sierocki przedstawia: I Love France Vol. 1 | Różni wykonawcy        | [ 34 ] |
| 25 sierpnia     | 12 sierpnia – 18 sierpnia 2016         | Niepowstrzymany                                  | Gimpson                | [ 35 ] |
| 1 września      | 19 sierpnia – 25 sierpnia 2016         | Greatest Hits                                    | Guns N’ Roses          | [ 36 ] |
| 8 września      | 26 sierpnia – 1 września 2016          | H8M4                                             | Białas                 | [ 37 ] |
| 14 września     | 2 września – 8 września 2016           | Back to Black                                    | Amy Winehouse          | [ 38 ] |
| 22 września     | 9 września – 15 września 2016          | Pamiętajmy o Osieckiej. Kolekcja Okularników     | Różni wykonawcy        | [ 39 ] |
| 29 września     | 16 września – 22 września 2016         | Trzecie rzeczy                                   | KęKę                   | [ 40 ] |
| 6 października  | 23 września – 29 września 2016         | Trzecie rzeczy                                   | KęKę                   | [ 41 ] |
| 13 października | 30 września – 6 października 2016      | Forever Child                                    | Agnieszka Chylińska    | [ 42 ] |
| 20 października | 7 października – 13 października 2016  | Forever Child                                    | Agnieszka Chylińska    | [ 43 ] |
| 27 października | 14 października – 20 października 2016 | Wstyd                                            | Kult                   | [ 44 ] |
| 3 listopada     | 21 października – 27 października 2016 | Drony                                            | Fisz Emade Tworzywo    | [ 45 ] |
| 10 listopada    | 28 października – 3 listopada 2016     | Forever Child                                    | Agnieszka Chylińska    | [ 46 ] |
| 17 listopada    | 4 listopada – 10 listopada 2016        | Ała.                                             | Ten Typ Mes            | [ 47 ] |
| 24 listopada    | 11 listopada – 17 listopada 2016       | You Want It Darker                               | Leonard Cohen          | [ 48 ] |
| 1 grudnia       | 18 listopada – 24 listopada 2016       | Hardwired...To Self-Destruct                     | Metallica              | [ 49 ] |
| 8 grudnia       | 25 listopada – 1 grudnia 2016          | Ostatni krzyk osiedla                            | Paluch                 | [ 50 ] |
| 15 grudnia      | 2 grudnia – 8 grudnia 2016             | Keptn'                                           | Tede i Sir Michu       | [ 51 ] |
| 22 grudnia      | 9 grudnia – 15 grudnia 2016            | Hardwired...To Self-Destruct                     | Metallica              | [ 52 ] |
| 29 grudnia      | 16 grudnia – 22 grudnia 2016           | Hardwired...To Self-Destruct                     | Metallica              | [ 53 ] |

## Zestawienia miesięczne
| Rok  | Miesiąc     | Album                                            | Wykonawca           | Źródło |
| ---- | ----------- | ------------------------------------------------ | ------------------- | ------ |
| 2016 | Styczeń     | Blackstar                                        | David Bowie         | [ 54 ] |
| 2016 | Luty        | Życie po śmierci                                 | O.S.T.R.            | [ 55 ] |
| 2016 | Marzec      | Życie po śmierci                                 | O.S.T.R.            | [ 56 ] |
| 2016 | Kwiecień    | Życie po śmierci                                 | O.S.T.R.            | [ 57 ] |
| 2016 | Maj         | Clashes                                          | Brodka              | [ 58 ] |
| 2016 | Czerwiec    | Złota kolekcja: Złoty paw                        | Dżem                | [ 59 ] |
| 2016 | Lipiec      | The Ultimate Collection                          | Sade                | [ 60 ] |
| 2016 | Sierpień    | Marek Sierocki przedstawia: I Love France Vol. 1 | Różni wykonawcy     | [ 61 ] |
| 2016 | Wrzesień    | Trzecie rzeczy                                   | KęKę                | [ 62 ] |
| 2016 | Październik | Forever Child                                    | Agnieszka Chylińska | [ 63 ] |
| 2016 | Listopad    | Hardwired...To Self-Destruct                     | Metallica           | [ 64 ] |
| 2016 | Grudzień    | Hardwired...To Self-Destruct                     | Metallica           | [ 65 ] |